# Google Public DNS
Google Public DNS est un service de Google qui consiste à offrir des serveurs DNS récursifs aux utilisateurs d'Internet. Il a été annoncé le 9 décembre 2009.
Les adresses IP anycast des serveurs sont les suivantes : 
- IPv4 : 8.8.8.8 et 8.8.4.4
- IPv6 : 2001:4860:4860::8888 et 2001:4860:4860::8844

## Service
Le service fait usage de logiciels développés par Google plutôt que ceux existants tels que BIND. Le transport IPv6 est disponible depuis juin 2011. Il est conforme aux standards IETF et ne procède à aucune manipulation de l'espace des noms de domaine, contrairement à d'autres services de ce type.
Les serveurs prennent en charge l'extension EDNS0 qui permet les réponses qui dépassent 512 octets.
En 2011, une trentaine de serveurs répartis dans le monde assurent le service.
Le DNS de Google est consultable en ligne sur un navigateur à cette adresse.

## Confidentialité
Comme avec les autres services de ce type se pose la question de la confidentialité, dans la mesure où les serveurs peuvent conserver les noms de domaines consultés par un utilisateur. Google indique conserver les informations concernant l'adresse IP des consultations pendant 24 heures, et indéfiniment celles relatives à la localisation et le fournisseur d'accès à Internet,,.

## Service DNS géographique
Certains serveurs DNS de services multimédia font dépendre les adresses fournies de l'adresse du client. Ainsi, un client dont l'adresse IP indique qu'il est situé en Europe se verra fournir l'adresse IP du serveur le plus proche. Ceci ne fonctionne plus quand le client s'adresse à un serveur DNS tel que celui-ci.
Google a proposé un draft IETF pour pallier ce problème.

## Histoire
Le serveur DNS public de Google a été lancé en décembre 2009 après une annonce sur le site officiel de Google.

## Interception par les fournisseurs d'accès
En juillet 2016, une étude du RIPE montre que certains fournisseurs d'accès à internet interceptent les requêtes DNS destinées aux serveurs de Google pour les rediriger vers d'autres services de ce type, à l'insu des utilisateurs.